# Silene urvillei
Silene urvillei là loài thực vật có hoa thuộc họ Cẩm chướng. Loài này được Schott ex d'Urv. miêu tả khoa học đầu tiên năm 1822.